# Communauté de communes du secteur de Derval
La communauté de communes du secteur de Derval ou CCSD est une intercommunalité française, située dans le département de la Loire-Atlantique et de la région Pays de la Loire. Elle fut dissoute le 31 décembre 2016.
Elle était membre du Pays de Châteaubriant.

## Histoire
La communauté de communes du secteur de Derval a été créée en 1993.
Disposant d'un seuil de population inférieure à 15 000 habitants exigé par la Loi NOTRe, le projet de fusion avec la Communauté de Communes de la Région de Nozay est majoritairement rejeté par les communes des deux intercommunalités. 
La Communauté de Communes du secteur de Derval est finalement contrainte de fusionner avec la communauté de communes du Castelbriantais au 1er janvier 2017. 
La fusion est officialisée par arrêté préfectoral du 22 décembre 2016. La nouvelle intercommunalité devient la Communauté de Communes Châteaubriant-Derval au 1er janvier 2017.

### Les présidents
| Période | Période | Identité        | Étiquette | Qualité                             |
| ------- | ------- | --------------- | --------- | ----------------------------------- |
| 2001    | 2008    | Michel Houllier | DvD       | Maire de Marsac-sur-Don (1995-2008) |
| 2008    | 2016    | Jean Louër      | DvD       | Maire de Derval (depuis 2001)       |

## Composition
La communauté de communes du secteur de Derval regroupait sept communes :
| Nom                      | Code Insee | Gentilé    | Superficie (km2) | Population (dernière pop. légale) | Densité (hab./km2) |
| ------------------------ | ---------- | ---------- | ---------------- | --------------------------------- | ------------------ |
| Derval (siège)           | 44051      | Dervalais  | 63,51            | 3 512 (2014)                      | 55                 |
| Jans                     | 44076      | Janséens   | 33,21            | 1 296 (2014)                      | 39                 |
| Lusanger                 | 44086      | Lusancéens | 35,38            | 1 030 (2014)                      | 29                 |
| Marsac-sur-Don           | 44091      | Marsacais  | 27,68            | 1 493 (2014)                      | 54                 |
| Mouais                   | 44105      | Mouaisiens | 9,93             | 387 (2014)                        | 39                 |
| Saint-Vincent-des-Landes | 44193      | Vincentais | 33,70            | 1 516 (2014)                      | 45                 |
| Sion-les-Mines           | 44197      | Sionnais   | 54,71            | 1 645 (2014)                      | 30                 |

Ces communes appartiennent au canton de Guémené-Penfao.
Jean Louër, maire de Derval, est le Président de la communauté de communes.

## Compétences
- Développement économique
- Aménagement de l'espace
- Élimination et valorisation des déchets ménagers et assimilés
- Construction et gestion des équipements sportifs d'intérêt communautaire
- Politique du logement et du cadre de vie
- Protection et mise en valeur de l'environnement
- Politique en faveur des personnes
- Politique culturelle et sportive